# Estación de Jódar-Úbeda
Jódar-Úbeda, antiguamente denominada como Jódar, es una estación de ferrocarril situada en una zona deshabitada de la ribera del río Guadalquivir, a 8 kilómetros de Jódar y 11 de Úbeda, en la provincia española de Jaén, comunidad autónoma de Andalucía. Tras la supresión de los servicios de Media Distancia en 2013, ofrece únicamente servicios de Larga Distancia operados por Renfe.

## Situación ferroviaria
La estación se encuentra en el punto kilométrico 47,00 de la línea férrea de ancho ibérico Linares Baeza-Almería a 344 metros de altitud, entre las estaciones de Linares-Baeza y de Los Propios y Cazorla.

## Historia
La estación de Jódar fue inaugurada el 15 de noviembre de 1895 con la apertura del tramo comprendido entre Baeza-Empalme y Quesada de la línea que pretendía unir Linares con el puerto de Almería. Esto no se consiguió hasta 1904 dadas las dificultades encontradas en algunos tramos.
Su construcción corrió a cargo de la Compañía de los Caminos de Hierro del Sur de España, que mantuvo su titularidad hasta 1929, cuando pasó a ser controlada por la Compañía de los Ferrocarriles Andaluces. Dicha compañía ya llevaba años explotando la línea tras serle arrendada la misma en 1916. Un alquiler no demasiado ventajoso que se acabó cerrando con la anexión de la compañía. En 1936, durante la Segunda República, «Andaluces» fue incautada debido a sus problemas económicos y se asignó a la Compañía Nacional de los Ferrocarriles del Oeste la gestión de las líneas que «Andaluces» explotaba. En 1941, tras la nacionalización de los ferrocarriles de ancho ibérico, las instalaciones pasaron a formar parte de la recién creada RENFE.
Desde el 31 de diciembre de 2004 Renfe Operadora explota la línea mientras que Adif es la titular de las instalaciones ferroviarias.
En el 2020, durante la pandemia del coronavirus, se reabrió el edificio de la estación, ahora con aire acondicionado, aseos, una venta automática de billetes, y una oficina de billetes, que solo funciona por las mañanas.

## Servicios ferroviarios

### Larga Distancia
Renfe presta servicios de Larga Distancia en la estación utilizando un Talgo comercializado como Intercity que une las ciudades de Almería y Madrid siendo el único servicio comercial que presta tras la supresión de servicios de media distancia acometida en 2013 por el Ministerio de Fomento, que afectó a la extinta línea 71 de Media Distancia que conectaba Linares-Baeza con Granada.

### Media Distancia
Desde la supresión de la línea 71 entre Linares-Baeza y Granada, solo servicios esporádicos de una dirección fueron ofertados, con trenes procedentes de Linares, y que acaban en Almería. Tras la pandemia del Coronavirus el servicio fue reducido a una tarifa especial del Intercity entre Madrid y Almería que se puede comprar entre Linares-Baeza y la terminal Almería.